# Derivada simétrica

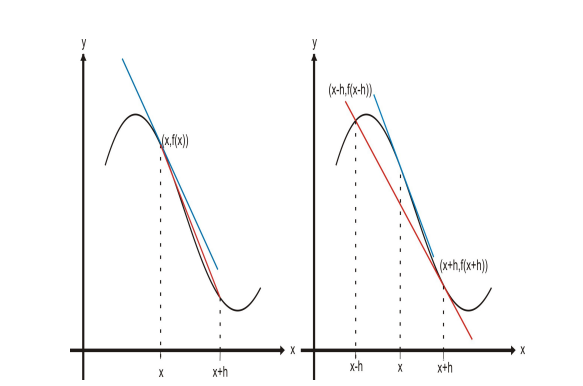
figura 1

Em matemática, a derivada simétrica é uma operação relacionada à derivada ordinária. É conhecida também como derivada de  Vallée Poussin ou derivada de Peano simétrica.
É definida como: 
{\displaystyle \lim _{h\to 0}{\frac {f(x+h)-f(x-h)}{2h}}.}
Ou seja, se uma função {\displaystyle f} é simetricamente diferenciável em todos os pontos do intervalos, então tem derivadas simétricas nesse intervalo. Observando graficamente (figura 1) é possível notar que a interpretação da derivada e a interpretação da derivada simétrica parece ser a mesma, mas desde do ponto de vista analítico, ambos os conceitos não são equivalentes.
A esse limite denotaremos como {\displaystyle f'_{s}(x)} .

## Relação com a Derivada
Seja {\displaystyle f:I\to R}  uma função e {\displaystyle x_{0}} Є {\displaystyle I} . Suponha que {\displaystyle f'_{+}(x_{0})} e {\displaystyle f'_{+}(x_{0})}  existem, então {\displaystyle f} tem derivada simétrica em {\displaystyle x_{0}},  e 
- {\displaystyle f'_{s}(x_{0})={\frac {f'_{+}(x_{0})+f'_{-}(x_{0})}{2}}} .

### Demonstração:
Por hipótese existem {\displaystyle f'_{-}(x_{0})} e {\displaystyle f'_{+}(x_{0})}. Nota-se que existe {\displaystyle f'_{s}(x_{0})}. Então tomando 
{\displaystyle \lim _{h\to 0+}{\frac {f(x_{0}+h)-f(x_{0}-h)}{2h}}}
{\displaystyle \lim _{h\to 0+}{\frac {f(x_{0}+h)-f(x_{0})+f(x_{0})-f(x_{0}-h)}{2h}}}
{\displaystyle {\frac {1}{2}}\lim _{h\to 0+}{\frac {f(x_{0}+h)-f(x_{0})}{h}}}
{\displaystyle {\frac {+1}{2}}\lim _{h\to 0+}{\frac {f(x_{0}-h)-f(x_{0})}{-h}}}
{\displaystyle {\frac {f'_{+}(x_{0})+f'_{-}(x_{0})}{2}}}
com isso, 
{\displaystyle f'_{s}(x_{0})={\frac {f'_{+}(x_{0})+f'_{-}(x_{0})}{2}}}  .

#### Observação 1:
Se existir a derivada simétrica {\displaystyle f'_{s}(x_{0})} então não significa que existem as derivadas {\displaystyle f'_{-}(x_{0})} e {\displaystyle f'_{+}(x_{0})} . Vejamos com um exemplo:
- Considere a função {\displaystyle f:R\to R} definida como:

{\displaystyle f(x)=}
{\displaystyle xsen{\frac {1}{x}},\ se\ x} ≠ {\displaystyle 0}
{\displaystyle 0,\ se\ x=0}.  
Basta examinar se se a função {\displaystyle f} tem derivada simétrica em {\displaystyle 0}. 
veja: 
{\displaystyle f'_{s}(0)=\lim _{h\to 0}{\frac {f(0+h)-f(0-h)}{2h}}}
{\displaystyle =\lim _{h\to 0}{\frac {hsen({\frac {1}{h}})-[-hsen({\frac {-1}{h}})]}{2h}}}
{\displaystyle =\lim _{h\to 0}{\frac {hsen({\frac {1}{h}})-hsen({\frac {1}{h}})}{2h}}}
{\displaystyle =\lim _{h\to 0}0}
{\displaystyle =0} ,               portanto a derivada simétrica de {\displaystyle f} em zero existe e é igual a zero.
com isso, verifica-se  que {\displaystyle f} não tem derivada à direita em zero:    
{\displaystyle f'(0)=\lim _{h\to 0+}{\frac {f(0+h)-f(0)}{h}}.}
{\displaystyle =\lim _{h\to 0+}{\frac {hsen({\frac {1}{h}})}{h}}}
{\displaystyle =\lim _{h\to 0+}{sen({\frac {1}{h}})}} , pois este limite não existe no zero e portanto {\displaystyle f} não tem derivada pela direita no ponto zero e é fácil ver,analogamente, pela esquerda.                
com isso mostra-se que se {\displaystyle f} tem derivada simétrica em um ponto não necessariamente tem derivada nesse ponto.        

#### Observação2:
Sabe-se da derivada que cada função diferenciável em um ponto é contínua nesse ponto. Mas uma função descontínua em um ponto pode ter derivada simétrica nesse ponto.Observe:
- Seja {\displaystyle f:R\to R} uma função definida por :

{\displaystyle f(x)=}{\displaystyle }{\displaystyle ({\frac {1}{x^{2}}}\ se\ x}  ≠  {\displaystyle 0}     e     {\displaystyle 0,\ se\ x=0)} , esta função tem derivada simétrica em zero, note:
{\displaystyle f'_{s}(0)=\lim _{h\to 0}{\frac {f(0+h)-f(0-h)}{2h}}}
{\displaystyle =\lim _{h\to 0}{\frac {{\frac {1}{h^{2}}}-{\frac {1}{h^{2}}}}{2h}}}
{\displaystyle \lim _{h\to 0}0=\ 0} , portanto {\displaystyle f(x)={\frac {1}{x^{2}}}} é diferenciável simetricamente em {\displaystyle x=0},  mas não é contínua em zero.Isso não ocorre com as funções diferenciáveis.

#### Observação 3:
- Seja {\displaystyle f:} {\displaystyle R\to R}  uma função. Sabe-se que {\displaystyle f} é uma função par se satisfaz {\displaystyle f(x)=f(-x)}, para todo {\displaystyle x} Є {\displaystyle R}

Perceba que a função da Observação 1 é função par.
- Seja {\displaystyle f:R\to R} uma função  par, então {\displaystyle f} tem derivada simétrica no ponto 0.

Demonstração:
Como {\displaystyle f} é uma função par, temos que: {\displaystyle f(x)=-f(x)=0}, logo  {\displaystyle {\frac {f(h)-f(-h)}{2}}={\frac {0}{2h}}} então  {\displaystyle \lim _{h\to 0}{\frac {f(h)-f(-h)}{2h}}=0}, ou seja , {\displaystyle f'_{s}(x)=0.}